# Dolciano
Dolciano est un hameau de la commune de Chiusi, dans la province de Sienne, en Toscane.

## Géographie
Le village est situé à la frontière entre la Toscane et l'Ombrie, dans le Val di Chiana, au nord de Chiusi, le long de la route qui mène à Montallese. Au nord, la localité est délimitée par le cours du ruisseau Gragnano (7 km), tandis que les rives sud-ouest du lac de Chiusi se trouvent juste à l'est.

## Histoire
La ville de Dolciano est un domaine important depuis la période de la Renaissance et est mentionnée pour la première fois dans un document daté du 19 avril 1444 où il est dit qu'elle tire son nom d'un Angelo di Pietro, appelé Dolciano, citoyen de Chiusi. Vers la fin du XVIe siècle, le domaine de Dolciano est acheté par François Ier de Médicis et passe par la suite dans la propriété des Habsbourg-Lorraine. En 1769, le grand-duc Léopold Ier visite Dolciano et, en 1777, commence les travaux pour transformer le domaine en pavillon de chasse grand-ducal. En 1787, une paroisse est établie à Dolciano dédiée à San Leopoldo, en signe de remerciement au Grand-Duc (« dont le nom est si cher aux Toscans » écrit Repetti).
En 1833, le village de Dolciano compte 300 habitants.

## Monuments et lieux d'intérêt

### Architecture religieuse
- Église San Leopoldo

### Architecture civile
La villa de Dolciano fut la propriété des Grands Ducs de Toscane, les Médicis d'abord et les Lorraines ensuite. Reconstruite à la demande de Léopold Ier à partir de 1777, elle est achevée sous sa forme actuelle après l'unification de l'Italie. La villa dispose d'un beau jardin à l'italienne et est entourée d'un parc de chênes verts. En plus de l'église, sont conservées les anciennes écuries grand-ducales et les maisons paysannes, usines et autres fermes construites à la fin du XVIIIe siècle.

### Sites archéologiques
De nombreuses découvertes archéologiques ont été trouvées près de Dolciano qui témoignent de la fréquentation du lieu par les Étrusques. En 1818, une sépulture avec huit urnes cinéraires portant des inscriptions en étrusque a été trouvée à Dolciano, puis une tombe à chambre avec des objets en albâtre et en bronze. En 1895, quatre tuiles funéraires également écrites sont trouvées et dans les mêmes années, une nécropole est fouillée qui comprend une vingtaine de tombes, dont deux conservaient encore leur matériel funéraire. La découverte d'un autel avec une dédicace à Deana remonte à 1970.
Non loin du village, vers le lac de Chiusi, se trouve le tumulo di Poggio Gaiella, un tombeau avec une chambre à piliers, attribué à la première moitié du Ve siècle av. J.-C., traditionnellement considéré comme le tombeau du roi Porsenna.